# ساوونیای شمالی

موقعیت ساوونیای شمالی در فنلاند

ساوونیای شمالی (فنلاندی: Pohjois-Savo; سوئدی: Norra Savolax) یکی از منطقه‌های فنلاند است که هم‌مرز با منطقه‌های کاینو، اوستروبوتنیای شمالی، فنلاند مرکزی، ساوونیای جنوبی و کارلیای شمالی است. کووپیو بزرگ‌ترین شهر این منطقه می‌باشد.